# Agabus uralensis
Agabus uralensis là một loài bọ cánh cứng trong họ Bọ nước. Loài này được Nilsson & Petrov miêu tả khoa học năm 2006.